# 特雷穆耶 (康塔尔省)
特雷穆耶（法語：Trémouille，法語發音：[tʁemuj]）是法国康塔尔省的一个市镇，位于该省北部，和多姆山省接壤，属于莫里亚克区。

## 地理
特雷穆耶（45°22'23"N, 2°40'29"E）面积29.09 平方千米，位于法国奥弗涅-罗讷-阿尔卑斯大区康塔爾省，该省份为法国中南部省份，位于法國中央高原中心，北起科雷兹省、上盧瓦爾省和多姆山省，西接洛特省和科雷兹省，南至阿韦龙省和洛特省，东临上盧瓦爾省和洛泽尔省。
与特雷穆耶接壤的市镇（或旧市镇、城区）包括：塔朗泰讷河畔尚-马尔沙勒、蒙布迪夫、圣阿芒丹、圣艾蒂安德绍梅伊、圣热内尚佩斯普。
特雷穆耶的时区为UTC+01:00、UTC+02:00（夏令时）。

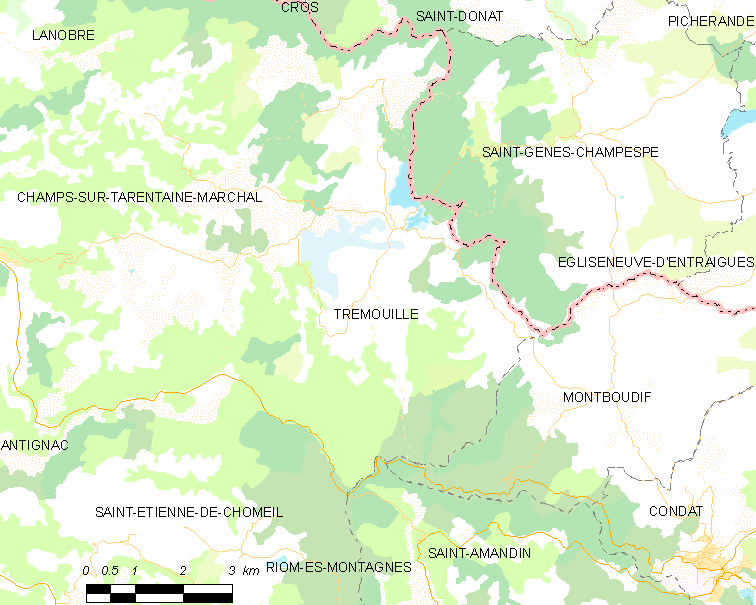
特雷穆耶的OSM定位图

## 行政
特雷穆耶的邮政编码为15270，INSEE市镇编码为15240。

## 政治
特雷穆耶所属的省级选区为伊德县。

## 交通
康塔尔省省道D22线、D47线和D622线经过境内。

## 人口

1962-2008年间特雷穆耶人口变化图示

特雷穆耶于2022年1月1日时的人口数量为169人。